# Ансамбль храмов Успения Пресвятой Богородицы и Рождества Христова
Храмовый комплекс: храм Успения Пресвятой Богородицы и храм Рождества Христова — архитектурный ансамбль двух приходских храмов Кинешемской епархии Русской православной церкви в городе Кинешме Ивановской области (Юрьевецкая улица, дом 13). Храм Успения Пресвятой Богородицы построен в 1747 году в нарышкинском стиле, ярусный храм (восьмерик на четверике). Храм Рождества Христова — в 1754 году, достроен в начале XX века в стиле эклектики. Один из старейших архитектурных комплексов города. Храм Успения Пресвятой Богородицы — памятник архитектуры федерального значения.

## Местоположение
Архитектурный ансамбль расположен в заречной части города, на высоком холме, к которой круто спускающемся в Волге. К реке обращены северные фасады храмов. Играет важную роль в панораме города, особенно в его заречной части, наряду с Преображенской церковью, расположенной с противоположной стороны Юрьевецкой улицы. Храм Рождества Христова расположен ближе к Волге и западнее храма Успения.

## История
Оба храма были возведены построены на средствах прихожан. В 1747 году на месте деревянного кладбищенского храма был построен летний храм Успения, в 1754 году — зимний храм Рождества Христова с колокольней, примыкавшей к трапезной с северной стороны и не сохранившейся.
Во второй половине XVIII века трапезная Успенской церкви была расширена в южном направлении, здесь был устроен придел Петра и Павла. Рождественская церковь неоднократно перестраивалась. Предположительно, во второй половине XIX века с западной стороны была пристроена паперть, а в XX веке изменены северный и южный фасады трапезной. Церковная территория была обнесена оградой.
Согласно изданию «Краткие статистические сведения о приходских церквах Костромской епархии» 1911 года, в начале XX века Успенская церковь Успения Божией Матери имела два престола: Успения Божией Матери и апостолов Петра и Павла. Рождественская церковь — тоже два престола: Рождества Христова и праведных Богоотец Иоакима и Анны. При храмах в полуверсте имелось Спасо-Успенское городское кладбище. Постоянные средства церкви включали проценты с капитала в 5 450 рублей, в том числе 1000 рублей на приобретение красного вина для богослужения и 500 рублей на ремонт причтового дома. Причт включал священника и псаломщика. Его постоянные средства включали проценты с общего причтового капитала в 5700 рублей и до 1048 рублей в год, полученных в качестве арендной платы за керосиновые баки на берегу Волги, землю под огороды и дома. Помещения для причта были церковными. В пользовании причта находилось 19 десятин 700 квадратных сажень церковной земли, усадебной — до 345 квадратных сажень. Прихожан было 251 мужского и 243 женского пола, а также около 25 семейств, проживающих на подгородных фабриках. По характеру занятий приход был смешанным: торговым (горожане), кустарным и сельскохозяйственным (крестьяне) и фабричным (проживающие на фабриках).
Успенская церковь была закрыта в конце 1930-х годов. До 1993 года в ней размещался цех металлообработки Кинешемского завода бумагоделательного оборудования имени Калинина. За этот период всё внутреннее убранство и станковая живопись храма были утрачены. Полы из метлахской плитки были заменены деревянными. Со стороны южного фасада сооружена кирпичная пристройка и на главке вместо креста установлена металлическая пятиконечная звезда. В конце 1960-х годов при ремонте кровли она была заменена вновь крестом.
Рождественская церковь была закрыта в конце 1930-х годов. До 1993 года в ней размещался литейный цех того же завода. За это время храм был сильно разрушен. В 1940-е годы снесены колокольня и завершения храма, разобрана кирпичная ограда, северный фасад здания был искажён многочисленными пристройками, арочные проёмы заложены кирпичом, полностью утрачен интерьер, станковая и монументальная живопись.
С 1993 года храмовый ансамбль был передан Русской православной церкви. В настоящее время Успенская церковь восстанавливается. В храме регулярно проводятся богослужения.

## Архитектура и интерьер
Оба храма построены из кирпича, стены оштукатурены и побелены.
Храм Успения Пресвятой Богородицы
В основных формах близок московскому зодчеству конца XVII века. Над высоким двусветным четвериком стоят два уменьшающихся по высоте восьмерика, верхний — глухой. Над пологой гранёной кровлей расположена восьмигранная шея луковичной главы с узким перехватом. К четверику примыкает сильно растянутый низкий алтарь из трёх скруглённых апсид. У южной стены первоначальной трапезной расположен придел с гранёной апсидой, отличающийся другими формами и имеющий главку на кровле.
Стены четверика и нижнего восьмерика фланкированы пучками полуколонок, проёмы имеют наличники раннепетровского типа с «петушьими гребешками». Согласно с традициями древнерусской архитектуры оси проемов первого и второго света основного объёма не совпадают. Регулярность больше на фасадах придела с мерной расстановкой окон. Венчающие бровки барочных наличников этих окон пересекают подкарнизный поясок из трёхступенчатых язычков, также подвергшихся влиянию от раннепетровской архитектуры.
В трапезной на восточной стене имеются фрагменты росписи XIX века.
Храм привлекает внимание оригинальным обликом: в отдалённом от столицы городе имеется архитекурная форма, которая использовалась создателями изящного стиля «московского барокко».
Храм Рождества Христова
После неоднократных переделок приобрёл облик в стиле эклектики, в котором определяющими являются стилизованные формы древнерусской архитектуры. Не обычна организация внутреннего пространства. К невысокому четверику с востока примыкает немного суженная и более низкая полукруглая апсида. Ей по высоте равны южный придел трапезной и его апсида, близкая по форме к четверти круга и закрывающая половину стены храма.
Имеет скупой декор — лопатки на углах и пояс городков под карнизом. Окна арочные и редко расположены. Они традиционны для допетровской архитектуры и соответствуют монументальному облику здания. Крупные арочные окна, созданные в XIX века, неорганичны основной архитектуре храма и более свойствены модерну. Они размещаются в ризалитах северного и южного фасадов трапезной и подчёркнуты лучковыми фронтонами. В декоративном убранстве паперти был использован профилированный кирпич.
Сохранились коробовые своды трапезной и её придела, конха в главном алтаре, восьмилотковый свод паперти и коробовый свод над лестницей. Все помещения храма объединены между собой широкими арками, что создаёт единое пространство зального типа.

## Престолы
Храм Успения Пресвятой Богородицы:
- Успения Божией Матери,
- апостолов Петра и Павла.

Храм Рождества Христова:
- Рождества Христова,
- праведных Богоотец Иоакима и Анны[4].